# Jugendparlament zur Alpenkonvention
In Zusammenarbeit mit dem Ständigen Sekretariat der Alpenkonvention hat das Akademische Gymnasium Innsbruck im Jahr 2006 die Idee eines Jugendparlaments zur Alpenkonvention mit einem speziell die Alpenthematik betreffenden Schwerpunkt ins Leben gerufen. Dieses Forum soll 16- bis 19-jährigen Jugendlichen aus den Mitgliedsstaaten der Alpenkonvention die Möglichkeit zum Meinungsaustausch geben, und ihnen ein Forum bieten an Lösungsansätzen für Probleme der Bergregionen zu arbeiten. Der Output ist ein Resolutionspapier.

## Teilnehmende Schulen
Die Schule, welche an diesem Projekt teilnehmen, kommen alle aus Vertragsstaaten der Alpenkonvention und liegen daher im Alpenraum. Mit der Ausnahme des Fürstentums Monaco sind alle Mitgliedsstaaten vertreten.
| Vertragsstaat | Stadt                    | Schule                                                                  |
| ------------- | ------------------------ | ----------------------------------------------------------------------- |
| Deutschland   | Rosenheim Sonthofen      | Karolinen-Gymnasium Gymnasium Sonthofen                                 |
| Frankreich    | Chamonix-Mont-Blanc      | Cité scolaire Roger Frison Roche                                        |
| Liechtenstein | Vaduz                    | Liechtensteinisches Gymnasium                                           |
| Italien       | Bassano del Grappa Meran | Liceo Ginnasio „G.B. Brocchi“ Fachoberschule für Soziales "Marie Curie" |
| Österreich    | Innsbruck                | Akademisches Gymnasium Innsbruck                                        |
| Slowenien     | Maribor Kamnik           | II. Gimnazija Maribor Gimnazija in Srednja Sola Rudolfa Maistra         |
| Schweiz       | Trogen                   | Kantonsschule Trogen                                                    |

## Sitzungen
- 2006: Innsbruck, Österreich – Akademisches Gymnasium Innsbruck
- 2007: Innsbruck, Österreich – Akademisches Gymnasium Innsbruck
- 2008: Maribor, Slowenien – Druga Gimnazija Maribor
- 2009: Meran, Italien – FOS Marie Curie
- 2010: Rosenheim, Deutschland – Karolinen-Gymnasium
- 2011: Herisau, Schweiz – Kantonsschule Trogen
- 2012: Vaduz, Liechtenstein
- 2013: Sonthofen, Deutschland – Gymnasium Sonthofen
- 2014: Chamonix, Frankreich – Cité scolaire Roger Frison Roche
- 2015: Kamnik, Slowenien
- 2016: Bassano del Grappa, Italien
- 2017: Innsbruck, Österreich – Akademisches Gymnasium Innsbruck